# Pro Recco
A Pro Recco a legsikeresebb olasz vízilabdaklub, melynek székhelye Recco városában található.
A klubot 1913-ban alapították Rari Nantes Enotria néven. 1935 óta az Serie A1-ben szerepel, ami az olasz első osztálynak felel meg.
A csapat színei a fehér és égszínkék. A Giuva Baldini (Camogli) nevezetű uszodában játsszák az otthoni meccseiket.
Az olasz bajnokságot 36, az Bajnokok Ligáját 11, az olasz kupát pedig 17 alkalommal  nyerte meg.
2024 júliusában a klub bejelentette, hogy a főszponzor Gabriele Volpi az Orlean Invest elnöke, a továbbiakban nem támogatja a csapatot. A Pro Recco a következő szezonban a Bajnokok Ligája indulást sem vállalta.

## Sikerei

### Hazai
- Serie A1
  - 1. hely (37): (1959, 1960, 1961, 1962, 1964, 1965, 1966, 1967, 1968, 1969, 1970, 1971, 1972, 1974, 1978, 1982, 1983, 1984, 2002, 2006, 2007, 2008, 2009, 2010, 2011, 2012, 2013, 2014, 2015, 2016, 2017, 2018, 2019, 2022, 2023, 2024, 2025)
  - 2. hely (9): (1963, 1973, 1976, 1977, 1981, 1992, 2003, 2004, 2021)
  - 3. hely (6): (1975, 1979, 1989, 2000, 2001, 2005)
- Coppa Italia
  - 1. hely (17): (1974, 2006, 2007, 2008, 2009, 2010, 2011, 2013, 2014, 2015, 2016, 2017, 2018, 2019, 2021, 2022, 2023)

### Nemzetközi
- LEN-bajnokok ligája
  - 1. hely (11): (1965, 1984, 2003, 2007, 2008, 2010, 2012, 2015, 2021, 2022, 2023)
  - 2. hely (8): (1967, 1970, 1972, 2006, 2009, 2011, 2018, 2024)
- LEN-szuperkupa
  - 1. hely (9): (2003, 2007, 2008, 2010, 2012, 2015, 2021, 2022, 2023)
  - 2. hely (1): (1984)

## Játékoskeret
2024–2025
- Marco Del Lungo
- Tommaso Negri
- Matteo Iocchi Gratta
- Nicholas Presciutti
- Petar Vujosevic
- Stefano Scarmi
- Francesco Di Fulvio
- Giacomo Cannella
- Francesco Condemi
- Lukas Durik
- Haverkampf Bence
- Jacopo Cavalli
- Marco Bottarelli
- Gonzalo Echenique
- Daniele Gardella
- Ben Hallock
- Lorenzo Demarchi
- Andrea Fondelli
- Aaron Younger

## Olimpiai bajnok játékosok
- Franco Lavoratori (1960)
- Gianni Lonzi (1960)
- Eraldo Pizzo (1960)
- Giancarlo Guerrini (1960)
- Horkai György (1976)
- Giorgi Mshvenieradze (1980)
- Tomislav Paškvalin (1984, 1988)
- Mirko Vičević (1988)
- Massimiliano Ferretti (1992)
- Marco D'Altrui (1992)
- Jesús Rollán (1996)
- Benedek Tibor (2000, 2004, 2008)
- Kásás Tamás (2000, 2004, 2008)
- Madaras Norbert (2004, 2008)
- Märcz Tamás (2000)

## Elnökök
- Ezio Sanguineti (1946–1948)
- Ettore Zanoni (1948–1954)
- Antonio Ferro (1954–1962)
- Ezio Sanguineti (1962–1963)
- Astor Norrish (1963–1968)
- Antonio Ferro (1968–1978)
- Gianangelo Perrucci (1978–1983)
- Eraldo Pizzo (1983–1985)
- Fulvio Tornich (1985–1989)
- Gianni Carbone (1989–2000)
- Fabrizio Parodi (2000–2005)
- Gabriele Volpi (2005–2011)
- Simone Volpi (2011–2012)
- Angiolino Barreca (2012–2016)
- Maurizio Felugo (2016–)

## Vezetőedzők
- Giacomo Priario (1946–1954)
- Neri Schenone (1954–1955)
- Pio Levaro (1955–1958)
- Piero Pizzo (1958–1966)
- Eraldo Pizzo (1966–1974)
- Domenico Barlocco (1974–1979)
- Szikora Imre (1980–1984)
- Enrico Gerbò (1984–1986)
- Piero Ivaldi (1986–1988)
- Pierluigi Formiconi (1988–1994)
- Vincenzo D'Angelo (1994-1996)
- Marco Baldineti (1996–2003)
- Vincenzo D'Angelo (2003–2004)
- Paolo De Crescenzo (2004–2005)
- Giuseppe Porzio (2005–2012)
- Riccardo Tempestini (2012–2014 januárja)
- Giuseppe Porzio (2014 januárja–2014 júniusa)
- Igor Milanović (2014 júniusa-2015)
- Amedeo Pomilio (2015–2016)
- Vladimir Vujasinović (2016–2018)
- Ratko Rudić (2018–2020)
- Gabriel Hernández (2020–2021)
- Sandro Sukno (2021–)[2]

## Külső hivatkozások
- hivatalos honlap